# Сынни (станция метро)
«Сынни» (кор. 승리 — Победа) — станция Пхеньянского метрополитена. Расположена на линии Чхоллима между станциями «Моранбон» и «Понхва».
Открыта 6 сентября 1973 года в составе пускового участка Пхеньянского метрополитена «Пульгынбёль» — «Понхва».
«Сынни» — Колонно-стеновая станция глубокого заложения.